# 陳賓盛
陳賓盛（？—？），號蒼野，河南汝宁府商城縣人。

## 生平
善属文，学使令与府属十四学诸生分场偕试，每一学发案辄冠其军。天啓元年（1621年）辛酉科河南乡试举人，天啓五年（1625年）乙丑科進士，除户部主事，提调崇文门税课，革诸弊政，历本司郎中，以疾归。犹讲学不辍，日拈一艺，手授诸弟子焉。年七十余卒。